# عمر زنيبر

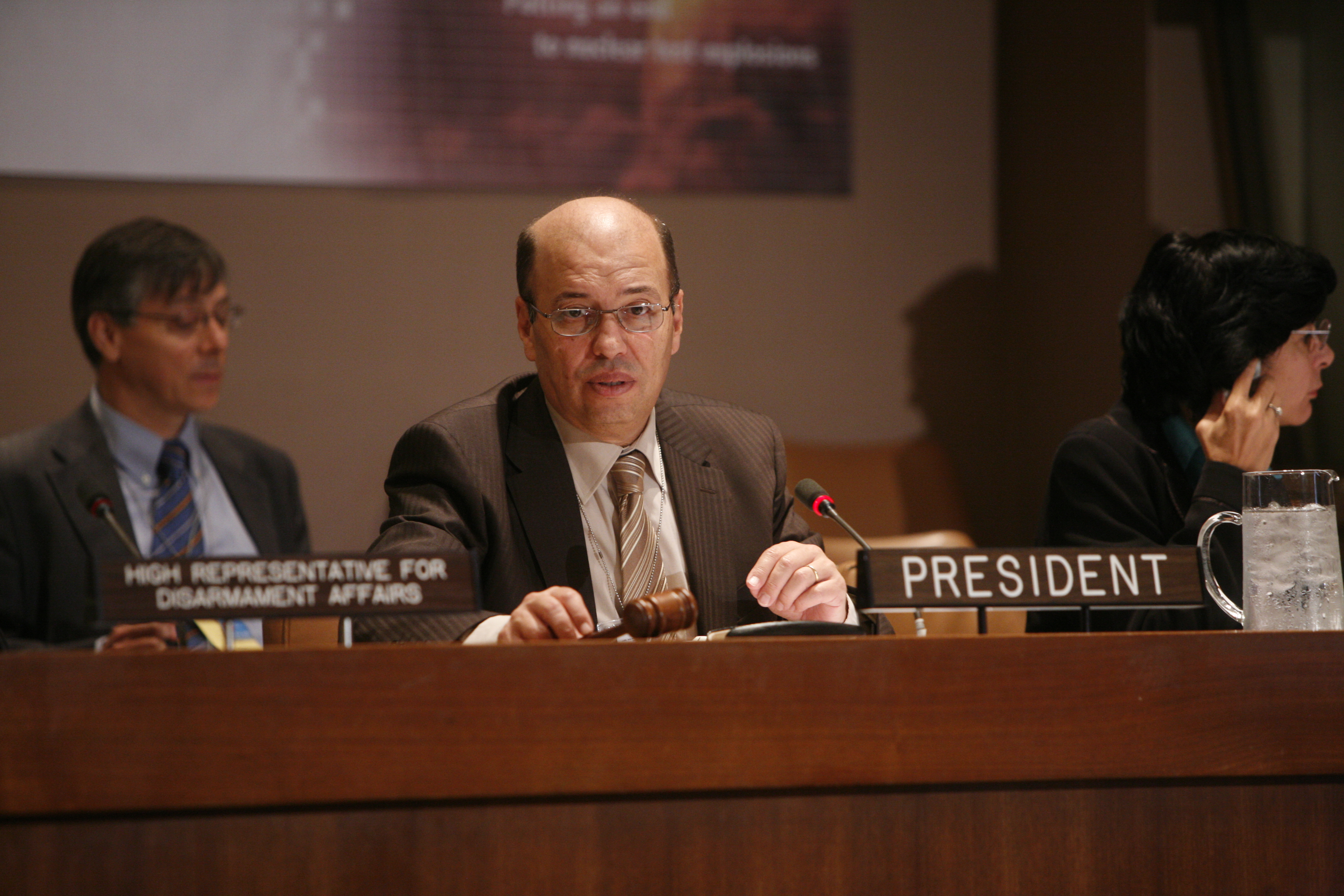
عمر زنيبر في مؤتمر عقد في فيينا

عمر زنيبر (2 سبتمبر 1956 في سلا). سياسي مغربي اشتغل سفيرا للمغرب في كل من : النمسا، سلوفاكيا، سلوفينيا وألمانيا.

## حياته
حصل سنة 1983 على دبلوم الدراسات المعمقة في القانون الدولي العام ثم سنة 1996 على دكتوراه في القانون الدولي العام. عمل بين سنتي 1989 و1996 كمدير ديوان كاتب الدولة في الشؤون الخارجية، وأصبح بعدها مستشار بالبعثة الدائمة للمغرب في جنيف، ثم تولى منصب رئيس قسم الأمم المتحدة.
في عام 1999 تولى منصب مدير الأمم المتحدة والمنظمات الدولية في وزارة الشؤون الخارجية والتعاون ثم أصبح سفيرا للمغرب سنوات 2003 و2004 على التوالي في النمسا، سلوفاكيا وسلوفينيا مع الإقامة في فيينا.
عين سنة 2011 من طرف الملك محمد السادس سفيرا للمغرب في ألمانيا.
فاز برئاسة مجلس حقوق الإنسان التابع للأمم المتحدة للعام 2024، بعد منافسة مع جنوب أفريقيا وحصل على 30 صوتًا من أصل 47 صوتًا.